# 向前兼容
向前兼容又稱向上兼容，是指用新版本程序创建的文档可以被计算机中的舊版本的程序使用。例如Office 2003可以載入Office 2007創建的文檔。